# NXT Heatwave (2024)
Pour les articles homonymes, voir Heatwave.
NXT Heatwave est un Premium Live Event de catch (lutte professionnelle) produit par la World Wrestling Entertainment, une fédération de catch américaine qui est télédiffusée et visible en paiement à la séance sur le WWE Network. Cet événement met en avant les Superstars de NXT, le club-école de la compagnie. Il aura lieu le 7 juillet 2024 au Scotiabank Arena à Toronto (Ontario), au Canada. Il s'agit de la troisième édition de Heatwave sous la branche NXT.

## Contexte
Les spectacles de la World Wrestling Entertainment (WWE) sont constitués de matchs aux résultats prédéterminés par les scénaristes de la WWE. Ces rencontres sont justifiées par des storylines – une rivalité avec un catcheur, la plupart du temps – ou par des qualifications survenues dans les shows de la WWE telles que Raw, SmackDown et NXT. Tous les catcheurs possèdent une gimmick, c'est-à-dire qu'ils incarnent un personnage gentil (Face) ou méchant (Heel), qui évolue au fil des rencontres. Un événement comme Heatwave est donc un événement tournant pour les différentes storylines en cours,.

## Tableau des matchs
| Ordre par numéros | Résultat | Stipulation(s) | Temps |
| --- | --- | --- | ----- |
| 1P | Arianna Grace et Karmen Petrovic battent Jacy Jayne et Jazmyn Nyx                                                            | Tag Team match | 7:40  |
| 2 | Oba Femi (c) bat Wes Lee | Match simple pour le NXT North American Championship Si Wes Lee perd, il n'aura plus d'opportunités pour la ceinture tant qu'Oba Femi restera champion. | 16:19 |
| 3 | Kelani Jordan (c) bat Sol Ruca                                                                                               | Match simple pour le NXT Women's North American Championship                                                                                            | 11:37 |
| 4 | Axiom (c) et Nathan Frazer (c) battent Chase U (Andre Chase et Duke Hudson) (avec Thea Hail, Ridge Holland et Riley Osborne) | Tag Team match pour les NXT Tag Team Championship | 13:50 |
| 5 | Roxanne Perez (c) bat Lola Vice                                                                                              | Match simple pour le NXT Women's Championship | 18:40 |
| 6 | Ethan Page bat Je'Von Evans, Shawn Spears et Trick Williams (c)                                                              | Fatal 4-Way match pour le NXT Championship | 17:24 |
| La lettre C placée entre parenthèses désigne la personne ou l’équipe championne en titre. P – indique que le match a eu lieu lors du pré-show | | |       |